# Osthimosia benemunita
Osthimosia benemunita är en mossdjursart som först beskrevs av William MacGillivray 1887.  Osthimosia benemunita ingår i släktet Osthimosia, och familjen Celleporidae. Inga underarter finns listade.